# Pierre Halet
Pierre Halet est un écrivain, poète et auteur dramatique français, né le 27 octobre 1924, mort le 27 janvier 1996.
Parallèlement à son œuvre, Pierre Halet exploita à Chançay en Touraine, un petit vignoble de Vouvray.
Ses œuvres complètes ont été publiées en cinq volumes par les éditions La Simarre.
Ses pièces de théâtre ont fait l'objet de nombreuses représentations.
Sa pièce Little Boy a servi de base à l’œuvre Computer suite for Little Boy de Jean-Claude Risset, première œuvre musicale classique entièrement synthétisée par ordinateur.

## Œuvres
Contes, éditions La Simarre 2013

## Théâtre
- Le Cheval Caillou, créé par la Comédie de Bourges en 1965 (Maison de la Culture de Bourges)
- La Provocation, créée par la Comédie de Bourges
- La Butte de Satory[5] Éditions du Seuil, Paris, 1967
- Little boy Éditions du Seuil, Paris, 1968
- La Double migration de Job Cardoso Éditions du Seuil, Paris, 1970
- See Brant, créé en 1980 au TJP de Strasbourg
- Au loin, le bruit de la mer[6] Éditions Domens   (ISBN 2910457265)